# Malanti Chiefs
Il Malanti Chiefs è una società calcistica con sede a Piggs Peak nello Swaziland. I colori sociali sono il giallo e il nero.

## Rosa 2009
| N. |                     | Ruolo | Calciatore         |
| -- | ------------------- | ----- | ------------------ |
| 1  | eSwatini (bandiera) | P     | Sitali Mulife      |
| 2  | eSwatini (bandiera) | C     | Samson Kawawa      |
| 3  | eSwatini (bandiera) | D     | Raphael Ntimane    |
| 4  | eSwatini (bandiera) | C     | Muzi Dlamini       |
| 5  | eSwatini (bandiera) | D     | Siyabonga Nkambule |
| 6  | eSwatini (bandiera) | D     | Dumasi Kunene      |
| 7  | eSwatini (bandiera) | C     | Sabelo Hlatjwako   |
| 8  | eSwatini (bandiera) | D     | Ntokozo Zitha      |
| 9  | eSwatini (bandiera) | A     | Phumlani Mkhize    |
| 10 | eSwatini (bandiera) | A     | Sandile Motsa      |
| 11 | eSwatini (bandiera) | A     | Clenboy Dube       |
| 12 | eSwatini (bandiera) | C     | Vusumuzi Madinane  |

| N. |                     | Ruolo | Calciatore        |
| -- | ------------------- | ----- | ----------------- |
| 13 | eSwatini (bandiera) | C     | Sifiso Dlamini    |
| 14 | eSwatini (bandiera) | A     | Banele Mkhabela   |
| 15 | eSwatini (bandiera) | D     | Mfundo Dlamini    |
| 16 | eSwatini (bandiera) | P     | Vusi Ginindza     |
| 17 | eSwatini (bandiera) | D     | Makhosi Dlamini   |
| 18 | eSwatini (bandiera) | C     | Nhlanhla Kunene   |
| 19 | eSwatini (bandiera) | C     | Mpumelelo Gamedze |
| 20 | eSwatini (bandiera) | A     | Vusi Shiba        |
| 21 | eSwatini (bandiera) | D     | Mxolisi Dlamini   |
| 22 | eSwatini (bandiera) | P     | Veli Fakudze      |
| 23 | eSwatini (bandiera) | A     | Sibusiso Dlamini  |

## Palmarès

### Competizioni nazionali
- Swazi Cup: 1

2008

### Altri piazzamenti
- Swazi Cup:

Finalista: 2005, 2006, 2013